# ماتان (كيبك)
ماتان، كيبك (بالإنجليزية: Matane)‏ هي مدينة كندية تقع في مقاطعة كيبك. تبلغ مساحة هذه المدينة 195.4747 (كم²)، ويبلغ عدد سكانها 14742 نسمة حسب إحصاء سنة 2006 م، بينما كان يسكنها 14948 نسمة في سنة 2001 م. تحتل هذه المدينة المرتبة رقم 259 بين مدن كندا حسب عدد السكان والمرتبة رقم 68 في المقاطعة. النمو سكاني في هذه المدينة يقدر بـ(-1.4).

## وصلات خارجية
- الأطلس الحكومي لكندا
- إحصاءات كندا مع ساعة تعداد السكان